# 精一杯、僕らの歌
「精一杯、僕らの歌」（せいいっぱい、ぼくらのうた）は、2008年9月3日に発売されたghostnoteの2枚目のシングル。

## 解説
前作「スタート」に引き続き、プロデューサーに元ユニコーン（当時、現在は再結成し活動）の阿部義晴を迎えた2ndシングル。
カップリングには、全国ワンマンライブツアーの初日として、同年5月31日に岡山ペパーランドにて行われたライブより「モーニングコール」のライブ音源を収録。

## 収録曲
全作詞：大平伸正
1. 精一杯、僕らの歌
作曲・編曲：ghostnote、阿部義晴
  - 大塚製薬「アミノバリュー」CMソング
  - テレビ東京系ドラマ24『ウォーキン☆バタフライ』オープニングテーマ
  - 映画『フライング☆ラビッツ』挿入歌
2. モーニングコール（'08.5.31 at 岡山ペパーランド）
作曲・編曲：ghostnote